# Сакошу Турческ (Тимиш)
Сакошу Турческ (рум. Sacoşu Turcesc) насеље је у Румунији у округу Тимиш у општини Сакошу Турческ. Oпштина се налази на надморској висини од 95 m.

## Прошлост
По "Румунској енциклопедији" место се помиње 1321. године. Постојао је ту 1440. године дворац мађарске племићке породице Короги. Дворац ће 1459. године бити власништво краља Матије Корвина.
Аустријски царски ревизор Ерлер је констатовао 1774. године да место "Сакош" припада Тамишком округу, Чаковачког дистрикта. Становништво је било претежно влашко. Када је 1797. године пописан православни клир ту су три свештеника. Пароси, поп Јосиф Поповић (рукоп. 1780), поп Дамаскин Поповић (1789) и поп Траил Јованов (1789) знали су само румунски језик.

## Становништво
Према подацима из 2002. године у насељу је живело 3156 становника.

### Попис2002.
| Расподела становништва по националности 2002.‍ | Расподела становништва по националности 2002.‍ | Расподела становништва по националности 2002.‍ | Расподела становништва по националности 2002.‍ | Расподела становништва по националности 2002.‍ |
| --------------------------------------------- | --------------------------------------------- | --------------------------------------------- | --------------------------------------------- | --------------------------------------------- |
|                                               |                                               |                                               |                                               |                                               |
| Румуни                                        | Румуни                                        |                                               | 2.686                                         | 85,3%                                         |
| Мађари                                        | Мађари                                        |                                               | 215                                           | 6,8%                                          |
| Роми                                          | Роми                                          |                                               | 223                                           | 7,1%                                          |
| Украјинци                                     | Украјинци                                     |                                               | 5                                             | 0,2%                                          |
| Немци                                         | Немци                                         |                                               | 21                                            | 0,7%                                          |

### Хронологија
| Година       | 1992 | 1993 | 1994 | 1995 | 1996 | 1997 | 1998 | 1999 | 2000 | 2001 | 2002 | 2003 | 2004 | 2005 | 2006 | 2007 | 2008 | 2009 | 2010 | 2011 | 2012 | 2013 | 2014 | 2015 | 2016 | 2017 |
| ------------ | ---- | ---- | ---- | ---- | ---- | ---- | ---- | ---- | ---- | ---- | ---- | ---- | ---- | ---- | ---- | ---- | ---- | ---- | ---- | ---- | ---- | ---- | ---- | ---- | ---- | ---- |
| Становништво | 3142 | 3081 | 3000 | 2928 | 2836 | 2815 | 2801 | 2796 | 2793 | 2782 | 2787 | 2815 | 2921 | 2946 | 2959 | 2931 | 2990 | 3007 | 3064 | 3094 | 3151 | 3139 | 3162 | 3166 | 3210 | 3202 |